# Mount Selby
Mount Selby ist ein 2200 m hoher Berg in der ostantarktischen Britannia Range. Er ragt zwischen Mount Henderson und Mount Olympus auf.
Das New Zealand Antarctic Place-Names Committee benannte ihn nach dem Geowissenschaftler Michael J. Selby von der University of Waikato, der in drei antarktischen Forschungskampagnen (1969/70, 1971/72 und 1978/79) zu geologischen Untersuchungen, zuletzt in der Britannia Range, tätig war.